# Żarów (Neder-Silezië)
Żarów (Duits: Saarau) is een stad in het Poolse woiwodschap Neder-Silezië, gelegen in de powiat Świdnicki. De oppervlakte bedraagt 6,15 km², het inwonertal 6836 (2005).

## Verkeer en vervoer
- Station Żarów